# Julie Gade
Julie Gade (født 5. marts 1989 i Holstebro) er en dansk håndboldspiller, der spiller for Randers HK. Hun kom til klubben i 2015. Hun har tidligere optrådt for Viborg HK, Bjerringbro FH, AGF Håndbold, Frederikshavn FOX og Skive fH.